# 코러스라인

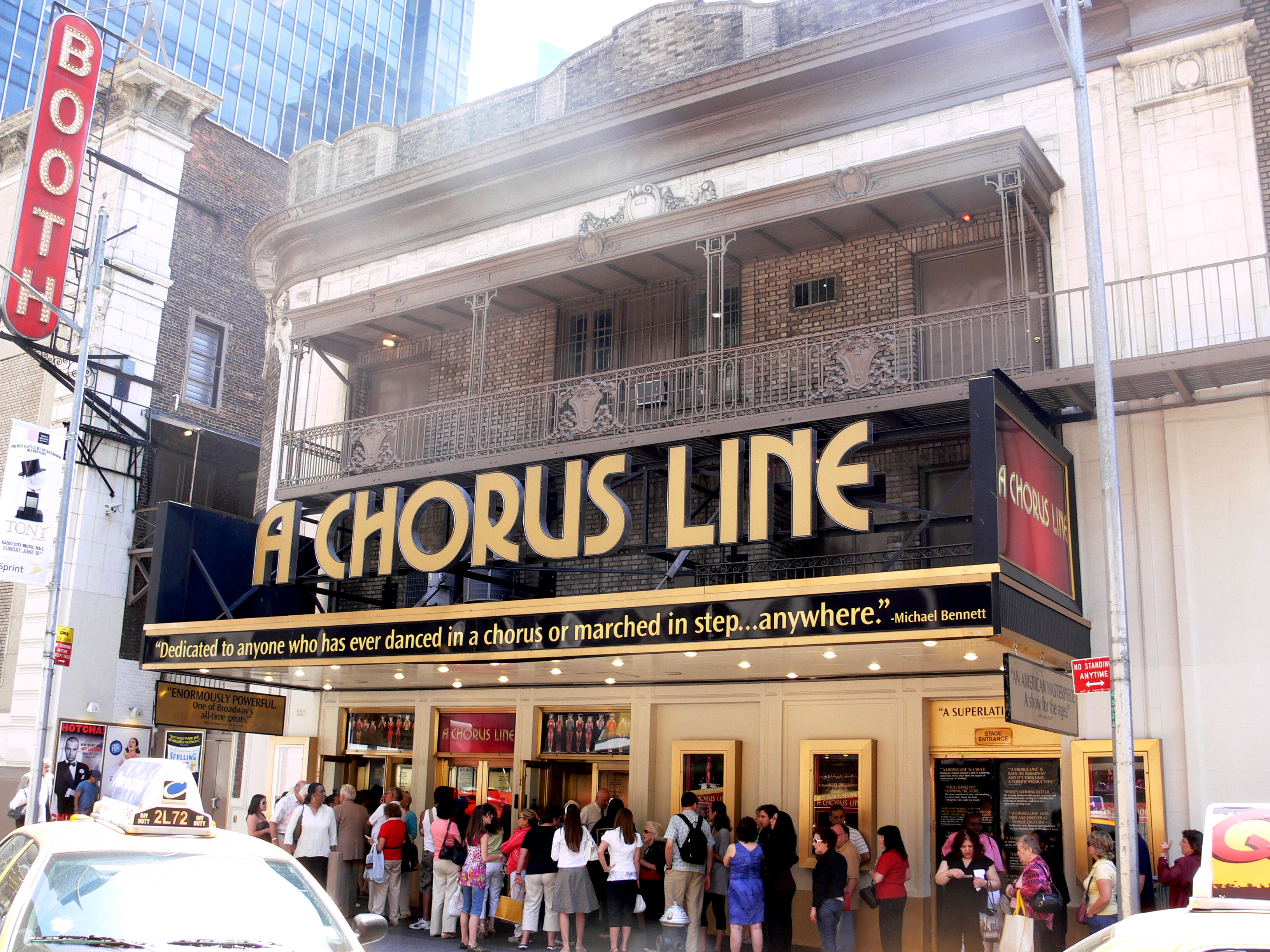

코러스라인(영어: A Chorus Line)은 1975년 7월 25일에 초연된 브로드웨이 뮤지컬이다. 1976년 연극 부문으로 퓰리처상을 수상하였다.

## 설명
24명의 댄서들이 꿈의 무대에 도전한다.
그 중 8명만 코러스라인에 남는다!
그 주인공은 누가 될 것인가?
1975년 초연 이후 브로드웨이에서 최장기간 공연된 작품
초연 당시 토니상 최우수 뮤지컬상을 비롯해 극본, 작곡, 연출 등 9개 부문 석권
“브로드웨이 뮤지컬의 역사는 코러스라인의 전과 후로 나누어진다.”
브로드웨이 뮤지컬의 역사를 바꾼 가장 완벽한 뮤지컬
미국투어, 월드투어를 통해 전세계인의 사랑을 받은 뮤지컬
더욱 더 감각적이고 현대적으로 재탄생 된 2006년 리바이벌 버전, 역사적인 한국 초연!
브로드웨이 제작진과 국내 최고의 배우들이 함께 선보이는 완벽한 무대
35년간 기다려온 “꿈의 무대”가 마침내 한국에 온다.
"코러스라인은 평범한 작품이 아니다! 춤, 노래, 연기 세가지 모두를 구석구석 소화할 수 있는 배우를 엄격하게 선발했다. 치열한 워크샵을 거쳐 새롭게 탄생한 지금 배우들은 정말 훌륭하다. 놀랄만큼 성장했다! 한국에서 최고의 쇼가 탄생될 것이다!" - Baayork Lee(연출 및 안무)

## 줄거리
공연이 없는 극장, 텅 빈 무대, 브로드웨이 신작 뮤지컬의 캐스팅이 거의 완료되었다.
24명의 댄서가 최종 선발을 기대하고 있다. 이들에게 이번 오디션은 다시 없을 기회이다.
평생 땀 흘려 연습해 온 목표가 바로 눈앞에 있다.
더 나은 자신이 되어 춤으로 새로운 세상을 맞이하게 되는 기회가 코앞에 있다!
최종 선발을 앞두고, 연출가인 잭(Zach)은 그들 자신에 대해 이야기하게 한다.
잭(Zach)이 원하는 것은 이력서 이상의 것들이다. 가족, 친구, 애인과 자신의 야망까지.
그들은 한 명씩 한 발 앞에 나와 선다.
이것이 바로 이번 오디션의 마지막 관문.
최종 합격으로 코러스라인에 서게 될 8명은 누가 될 것인가...

## 출연진
- 남경읍, 이주노 : 연출가 잭 역
- 임철형
- 이현정
- 한다연
- 신선호
- 윤길
- 최영화
- 이병권
- 유연
- 이수현
- 지혜근
- 육현욱
- 고명석
- 이시유
- 정주영
- 강웅곤
- 최비야
- 문병권
- 전진희
- 박재원
- 김윤경
- 김민건
- 조성원
- 김도진
- 한연주
- 박우식
- 권용국
- 신현묵
- 안찬웅
- 양시은
- 주기쁨
- 홍혜원